# Thor Farlov
Thor Blanchez Farlov (født 23. august 1999), kendt under kunstnernavnet Thor Farlov, er en dansk-belgisk sanger og tidligere medlem af duoen Citybois (2014-2020). Udgav sit solo-debutalbum Nye Minder i 2020 og har siden udgivet singler som "Hej", "Noget si'r mig" og "Alt det" (feat. Noah Carter) (2024).